# Potenza fiscale
La potenza fiscale dei veicoli e imbarcazioni è un indice di prestazione che in alcuni sistemi fiscali viene utilizzato ai fini del calcolo delle tasse di possesso degli stessi. La sua unità di misura sono i cavalli fiscali (CF).
La potenza fiscale può non essere correlata dalla potenza fisica del mezzo, come nel caso italiano dove essa è dipendente esclusivamente dalla cilindrata.

## Nel mondo
La definizione, il calcolo e l'utilizzo della potenza fiscale varia a seconda delle diverse amministrazioni finanziarie dei diversi paesi.

## Definizione e utilizzo secondo la normativa italiana
Nella definizione della normativa fiscale italiana, la potenza fiscale consiste in un indice legato esclusivamente alla cilindrata, come stabilito dalla formula indicata nell'art. 9-ter del D.L. n. 691/1976, convertito con modificazioni dalla legge n. 786/1976. Per i motori a ciclo Otto a due tempi e ciclo Diesel a due tempi, i risultati della formula precedente dovranno essere moltiplicati per un coefficiente di valore 1.4, come stabilito dall'art. 3, punto 2 del D.P.R. n. 39/1953. Il D.P.R. citato contiene anche le formule per il calcolo nel caso di altri tipi di motore (motori a ciclo diverso dal ciclo Otto e dal ciclo Diesel, ovvero motori a vapore, motori elettrici e altri tipi di motore).
La formula per il calcolo della potenza fiscale per i motori a quattro tempi è la seguente:
{\displaystyle P_{\mathrm {F} }=0,14186\,\mathrm {CF} \cdot \left({\frac {V}{1\,\mathrm {cm} ^{3}}}\right)^{0,6541}}
(PF = Potenza fiscale in cavalli fiscali; V = cilindrata in centimetri cubi)
Si deve tralasciare la frazione di cavallo eventualmente risultante dal calcolo.

### Utilizzo
Inizialmente la potenza fiscale veniva utilizzata per calcolare il valore economico del bollo, ovvero la tassa di circolazione divenuta in seguito tassa di possesso, ora sostituita con la potenza reale del motore.
Ad oggi il parametro viene utilizzato dalle compagnie assicurative, per alcune delle quali risulta essere il primo parametro per calcolare il premio per il rischio responsabilità civile auto/moto. I cavalli fiscali vengono inoltre utilizzati come parametro per la deduzione da parte delle imprese dei rimborsi chilometrici ai propri dipendenti e collaboratori coordinati e continuativi che hanno utilizzato la propria autovettura in occasione di una trasferta. In particolare la deducibilità dei predetti rimborsi chilometrici, in base a tariffa ACI, non può superare l'importo relativo ad autovetture di potenza superiore a 17 cavalli fiscali se a benzina, ovvero a 20 cavalli fiscali se diesel (D.P.R. n. 971/1986, articolo 95, comma 3).
Questo parametro viene inoltre utilizzato dall'Agenzia delle Entrate per il calcolo del reddito determinato sinteticamente, mediante l'applicazione degli indici e dei coefficienti presuntivi di reddito stabiliti nella tabella allegata al D.M. 10/09/1992 e successive modificazioni e integrazioni.

### Conversione da cilindrata a cavalli fiscali
Tabella di conversione da cilindrata a cavalli fiscali, secondo formula indicata sopra.
| Cilindrata (cm³)   | Potenza fiscale (CF) |
| ------------------ | -------------------- |
| da 19,8 a 57,1     | 1                    |
| da 57,2 a 106,1    | 2                    |
| da 106,2 a 164,8   | 3                    |
| da 164,9 a 231,8   | 4                    |
| da 231,9 a 306,4   | 5                    |
| da 306,5 a 387,8   | 6                    |
| da 387,9 a 475,6   | 7                    |
| da 475,7 a 569,5   | 8                    |
| da 569,6 a 669,0   | 9                    |
| da 669,1 a 774,0   | 10                   |
| da 774,1 a 884,1   | 11                   |
| da 884,2 a 999,2   | 12                   |
| da 999,3 a 1119,1  | 13                   |
| da 1119,2 a 1243,6 | 14                   |
| da 1243,7 a 1372,5 | 15                   |
| da 1372,6 a 1505,8 | 16                   |
| da 1505,9 a 1643,3 | 17                   |
| da 1643,4 a 1784,9 | 18                   |
| da 1785,0 a 1930,5 | 19                   |
| da 1930,6 a 2080,1 | 20                   |
| da 2080,2 a 2233,4 | 21                   |
| da 2233,5 a 2390,4 | 22                   |
| da 2390,5 a 2551,1 | 23                   |
| da 2551,2 a 2715,4 | 24                   |
| da 2715,5 a 2883,2 | 25                   |
| da 2883,3 a 3054,5 | 26                   |
| da 3054,6 a 3229,1 | 27                   |
| da 3229,2 a 3407,1 | 28                   |
| da 3407,2 a 3588,4 | 29                   |
| da 3588,5 a 3772,8 | 30                   |
| da 3772,9 a 3960,5 | 31                   |
| da 3960,6 a 4151,2 | 32                   |
| da 4151,3 a 4345,1 | 33                   |
| da 4345,2 a 4542,0 | 34                   |
| da 4542,1 a 4741,9 | 35                   |
| da 4742,0 a 4944,7 | 36                   |
| da 4944,8 a 5150,5 | 37                   |
| da 5150,6 a 5359,2 | 38                   |
| da 5359,3 a 5570,7 | 39                   |
| da 5570,8 a 5785,0 | 40                   |
| da 5785,1 a 6002,1 | 41                   |
| da 6002,2 a 6221,9 | 42                   |
| da 6222,0 a 6444,5 | 43                   |
| da 6444,6 a 6669,8 | 44                   |
| da 6669,9 a 6897,7 | 45                   |
| da 6897,8 a 7128,2 | 46                   |
| da 7128,3 a 7361,4 | 47                   |
| da 7361,5 a 7597,2 | 48                   |
| da 7597,3 a 7835,5 | 49                   |
| oltre 7835,6       | 50                   |